# La família Adams (sèrie de televisió de 1992)
La família Adams és una sèrie de televisió animada nord-americana produïda per H-B Production Co. i basada en els personatges de la tira còmica homònima de Charles Addams. És el segon programa de dibuixos animats que presenta els mateixos personatges (la primera va ser la sèrie de 1973, també produïda per Hanna-Barbera), i es emetre per primer cop des del 12 de setembre de 1992 fins al 6 de novembre de 1993 a ABC. El desenvolupament de la sèrie va començar arran de l'èxit de la pel·lícula La família Addams de 1991. Se'n van fer dues temporades.
La sèrie va ser doblada al català i estrenada en català a TV3, dins del bloc de contingut infantil Club Super 3, el 12 de setembre de 1994.

## Sinopsi
La sèrie se centra en la vida de la família Addams a la seva casa ancestral a la ciutat fictícia de Happydale Heights. Gran part de les línies argumentals se centren sobretot en els membres de la família ocupant-se d'un problema relacionat amb llurs vides, i que intenten resoldre. En algunes històries, els Addams han de bregar amb la família Normanmeyer que pretén explotar la seva situació o frustrar els seus plans per a expulsar-los de la ciutat; l'excepció és l'únic fill de la família, que és amic dels fills dels Addams. La majoria dels episodis se centren en una sola història, i conclouen amb els Addams celebrant el seu èxit amb un ball familiar.
Com a la sèrie anterior de 1973, la natura macabra de la família Addams es va atenuar per a que fos adequada per a un públic infantil.